# Чемпіонат СРСР з футболу 1967 (клас «А», перша група)
Сезон 1967 року у першій групі класу «А» чемпіонату СРСР з футболу — 29-й в історії турнір у вищому дивізіоні футбольної першості Радянського Союзу. Тривав з 2 квітня по 4 грудня 1967 року. Участь у змаганні узяли 19 команд, одна найгірша з яких за результатами сезону полишила елітний дивізіон.
Переможцем сезону стала команда «Динамо» (Київ), що захистила чемпіонський титул попереднього року і для якої ця перемога у чемпіонаті стала 3-ю в історії.
| Чемпіон СРСР 1967         |
| ------------------------- |
| «Динамо» (Київ) 3-й титул |

## Підсумкова таблиця
| М  | Команда                | І  | В  | Н  | П  | М     | О  | УЄФА |
| -- | ---------------------- | -- | -- | -- | -- | ----- | -- | ---- |
|    | «Динамо» (Київ)        | 36 | 21 | 12 | 3  | 51-11 | 54 | КЧ   |
|    | «Динамо» (Москва)      | 36 | 18 | 13 | 5  | 55-28 | 49 | КК   |
|    | «Динамо» (Тбілісі)     | 36 | 16 | 13 | 7  | 53-33 | 45 |      |
| 4  | «Динамо» (Мінськ)      | 36 | 13 | 17 | 6  | 47-31 | 43 |      |
| 5  | «Нафтовик» (Баку)      | 36 | 16 | 10 | 10 | 51-33 | 42 |      |
| 6  | «Шахтар» (Донецьк)     | 36 | 13 | 16 | 7  | 43-38 | 42 |      |
| 7  | «Спартак» (Москва)     | 36 | 13 | 14 | 9  | 38-30 | 40 |      |
| 8  | «Арарат» (Єреван)      | 36 | 13 | 10 | 13 | 40-38 | 36 |      |
| 9  | ЦСКА М                 | 36 | 12 | 12 | 12 | 35-35 | 36 |      |
| 10 | СКА (Ростов-на-Дону)   | 36 | 13 | 8  | 15 | 39-42 | 34 |      |
| 11 | «Крила Рад» (Куйбишев) | 36 | 8  | 18 | 10 | 23-28 | 34 |      |
| 12 | «Торпедо» (Москва)     | 36 | 12 | 9  | 15 | 38-47 | 33 |      |
| 13 | «Торпедо» (Кутаїсі)    | 36 | 8  | 15 | 13 | 37-50 | 31 |      |
| 14 | «Кайрат» (Алма-Ата)    | 36 | 10 | 11 | 15 | 27-47 | 31 |      |
| 15 | «Пахтакор» (Ташкент)   | 36 | 5  | 19 | 12 | 31-42 | 29 |      |
| 16 | «Зоря» (Луганськ)      | 36 | 8  | 13 | 15 | 27-42 | 29 |      |
| 17 | «Локомотив» (Москва)   | 36 | 7  | 14 | 15 | 33-37 | 28 |      |
| 18 | «Чорноморець» (Одеса)  | 36 | 8  | 11 | 17 | 25-46 | 27 |      |
| 19 | «Зеніт» (Ленінград)    | 36 | 6  | 9  | 21 | 28-63 | 21 |      |

Гравці перших трьох команд, які взяли участь щонайменше в половині матчів, отримали медалі чемпіонату.
 «Динамо» (Київ): Віктор Банніков, Володимир Щегольков, Вадим Соснихін, Леонід Островський, Сергій Круликовський, Володимир Левченко, Василь Турянчик, Федір Медвідь, Йожеф Сабо, Андрій Біба, Володимир Мунтян, Віктор Серебряніков, Віталій Хмельницький, Анатолій Пузач, Анатолій Бишовець.
 «Динамо» (Москва): Лев Яшин, Вадим Іванов, Георгій Рябов, Валерій Зиков, Віктор Анічкін, Володимир Штапов, Валерій Маслов, Володимир Дудко, Віктор Вотоловський, Геннадій Єврюжихін, Геннадій Гусаров, Юрій Вшивцев, Ігор Численко, Володимир Козлов. 
 «Динамо» (Тбілісі): Рамаз Урушадзе, Сергій Котрікадзе, Вахтанг Челідзе, Вахтанг Рехвіашвілі, Гурам Цховребов, Муртаз Хурцилава, Борис Січінава, Кахі Асатіані, Гурам Петріашвілі, Сергій Кутівадзе, Гіві Нодія, Слава Метревелі, Ілля Датунашвілі, Михайло Месхі.

## Бомбардири
| М | Гравець               | Команда      | Голи |
| - | --------------------- | ------------ | ---- |
| 1 | Михайло Мустигін      | «Динамо» Мн  | 19   |
| 2 | Олег Копаєв           | СКА Р/Д      | 17   |
| 3 | Едуард Маркаров       | «Нафтовик»   | 14   |
| 4 | Анатолій Банішевський | «Нафтовик»   | 13   |
|   | Гіві Нодія            | «Динамо» Тб  | 13   |
|   | Геннадій Єврюжихін    | «Динамо» М   | 13   |
| 7 | Юрій Вшивцев          | «Динамо» М   | 12   |
| 8 | Микола Казарян        | «Арарат»     | 11   |
| 9 | Геннадій Красницький  | «Пахтакор»   | 10   |
|   | Едуард Малофєєв       | «Динамо» Мн  | 10   |
|   | Демурі Векуа          | «Торпедо» Кт | 10   |

## Тренери
Список старших тренерів, які очолювали команди першої групи протягом турніру:
| Команда                | Старший тренер                                                |
| ---------------------- | ------------------------------------------------------------- |
| «Динамо» (Київ)        | Віктор Маслов                                                 |
| «Динамо» (Москва)      | Костянтин Бєсков                                              |
| «Динамо» (Тбілісі)     | В'ячеслав Соловйов                                            |
| «Динамо» (Мінськ)      | Олександр Севідов                                             |
| «Нафтовик» (Баку)      | Ахмед Алескеров                                               |
| «Шахтар» (Донецьк)     | Олег Ошенков                                                  |
| «Спартак» (Москва)     | Сергій Сальников, Микита Симонян (з липня)                    |
| «Арарат» (Єреван)      | Артем Фальян                                                  |
| ЦСКА (Москва)          | Сергій Шапошников, Олексій Калінін (травень), Всеволод Бобров |
| СКА (Ростов-на-Дону)   | Йожеф Беца                                                    |
| «Крила Рад» (Куйбишев) | Віктор Карпов                                                 |
| «Торпедо» (Москва)     | Микола Морозов, Валентин Іванов (з липня)                     |
| «Торпедо» (Кутаїсі)    | Анатолій Норакідзе                                            |
| «Кайрат» (Алма-Ата)    | Олексій Гринін                                                |
| «Пахтакор» (Ташкент)   | Борис Аркадьєв                                                |
| «Зоря» (Луганськ)      | Євген Горянський                                              |
| «Локомотив» (Москва)   | Валентин Бубукін                                              |
| «Чорноморець» (Одеса)  | Юрій Войнов, Валентин Федоров, Микола Морозов                 |
| «Зеніт» (Ленінград)    | Аркадій Алов                                                  |

## Ігри, голи
Одинадцять футболістів брали участь у всіх матчах першості:
|                     |                                       |  |
|                     |                                       |  |
| «Динамо» (Мінськ)   | Веніамін Арзамасцев, Леонард Адамов   |  |
| «Нафтовик»          | Валерій Гаджієв, В'ячеслав Семиглазов |  |
| «Спартак» (Москва)  | Галімзян Хусаїнов                     |  |
| ЦСКА (Москва)       | Володимир Капличний, Аркадій Панов    |  |
| «Крила Рад»         | Борис Вальков                         |  |
| «Торпедо» (Кутаїсі) | Реваз Дзодзуашвілі, Зорбег Ебралідзе  |  |
| «Пахтакор»          | Володимир Штерн                       |  |

У чемпіонаті брали участь чотири українські команди. Нижче наведений список гравців, які виходили на поле і забивали м'ячі у ворота суперників.
|                                                                          | |  |
|                                                                          | |  |
| 1. «Динамо» (Київ)                                                       | |  |
| Воротарі:                                                                | Віктор Банніков (22, 5п), Євген Рудаков (17, 5п), Василь Кириченко (2, 1п).                                                                                    |  |
| Захисники:                                                               | Володимир Щегольков (34, 1), Вадим Соснихін (33), Леонід Островський (21, 1), Сергій Круликовський (22), Володимир Левченко (20), Олександр Шпаков (1).        |  |
| Півзахисники:                                                            | Василь Турянчик (35, 4), Федір Медвідь (28, 2), Йожеф Сабо (21, 3), Андрій Біба (21, 2), Володимир Мунтян (19, 4), Валерій Поркуян (15, 3), Юрій Ванкевич (1). |  |
| Нападники:                                                               | Віктор Серебряников (35, 8), Віталій Хмельницький (35, 6), Анатолій Пузач (23, 7), Анатолій Бишовець (19, 9), В'ячеслав Семенов (1).                           |  |
| Старший тренер: Віктор Маслов. Тренери: Михайло Коман, Віктор Терентьєв. | |  |

|                                                                    | |  |
|                                                                    | |  |
| 6. «Шахтар» (Донецьк)                                              | |  |
| Воротарі:                                                          | Олександр Говоров (22, 22п), Юрій Коротких (21, 15п), Юрій Дегтярьов (1, 1п). |  |
| Захисники:                                                         | Микола Головко (32), Володимир Сальков (29), Юрій Губич (27), Анатолій Зима (25), Олексій Дрозденко (20), Віктор Антоненко (10).                                                                                                 |  |
| Півзахисники:                                                      | Олександр Григор'єв (32, 2), Станіслав Євсеєнко (31, 4), Віталій Бардешин (18, 2), Валерій Фадєєв (15), Василь Грубчак (1). |  |
| Нападники:                                                         | Валерій Лобановський (32, 9), Антанас Станкявічюс (30, 6), Анатолій Пилипчук (29, 7), Олег Базилевич (21, 7), Пятрас Глодяніс (14, 2), Володимир Сорокін (13), Юрій Ананченко (7, 2), Віктор Орлов (6, 1), Анатолій Огірчук (2). |  |
| Старший тренер: Олег Ошенков. Тренери: Юрій Захаров, Іван Бобошко. | |  |

|                                                        | |  |
|                                                        | |  |
| 16. «Зоря» (Луганськ)                                  | |  |
| Воротарі:                                              | Леонід Клюєв (34, 37п), Володимир Щегловський (4, 5п), Олександр Ткаченко (1). |  |
| Захисники:                                             | Юрій Ращупкін (32), Валерій Сінау (28), Владислав Глухарьов (28), Анатолій Шульженко (17), Сергій Шкляр (10), Георгій Дегтярьов (10), Володимир Дьомушкін (7), В'ячеслав Першин (6).              |  |
| Півзахисники:                                          | Валерій Галустов (34, 1), Олександр Журавльов (33, 1), Анатолій Шакун (19, 2), Микола Кисельов (17, 1), Віталій Дровецький (15, 1), Касим Акчурін (13), Валерій Фісенко (9), Микола Литвинов (6). |  |
| Нападники:                                             | Ігор Балаба (28, 4), Олег Сергеєв (20, 8), Владислав Проданець (20, 4), Богдан Кесло (17, 4), Кирило Доронін (12), Анатолій Лебідь (7), Юрій Ананченко (6).                                       |  |
| Старший тренер: Євген Горянський. Тренер: Ігор Волчок. | |  |

| | |  |
| | |  |
| 18. «Чорноморець» (Одеса)                                                                                    | |  |
| Воротарі: | Олександр Ярчук (34, 43п), Семен Альтман (2, 3п). |  |
| Захисники:                                                                                                   | Віктор Зубков (30, 2), Віктор Лисенко (26), Олексій Солодкий (22, 1), Олексій Попичко (21), Петро Цунін (20), Юрій Заболотний (16), В'ячеслав Архипенко (10), Микола Голдун (3).                                                                 |  |
| Півзахисники:                                                                                                | Віталій Сиром'ятников (34), Віктор Мірошин (22, 2), Володимир Дерябін (17, 2), Валентин Трояновський (10), Олександр Авер'янов (4), Олексій Кацман (4).                                                                                          |  |
| Нападники:                                                                                                   | Іштван Секеч (32, 5), Сергій Звенигородський (28, 5), Володимир Сак (24, 1), Василь Москаленко (17, 1), Валерій Бокатов (14, 2), Василь Босий (12), Олександр Шиманович (12, 2), Степан Варга (7, 1), Микола Михайлов (2), Віктор Покарінін (2). |  |
| Старші тренери: Юрій Войнов, Валентин Федоров, Микола Морозов. Тренери: Матвій Черкаський, Олександр Брагін. | |  |

## Список 33-х
У 1967 році список був складений по ланках і за абеткою (без нумерації) — 3 воротарі, 12 захисників, 9 півзахисників, 9 нападників:
|               | |  |
|               | |  |
| Воротарі:     | Анзор Кавазашвілі («Торпедо» М), Юрій Пшеничников («Пахтакор»), Лев Яшин («Динамо» М). |  |
| Захисники:    | Віктор Анічкін, Валерій Зиков (обидва — «Динамо» М), Валентин Афонін (СКА Р/Д), Володимир Брухтій («Нафтовик»), Юрій Істомін, Альберт Шестерньов (обидва — ЦСКА), Володимир Левченко, Вадим Соснихін, Василь Турянчик, Володимир Щегольков (всі — «Динамо» К), Муртаз Хурцилава, Гурам Цховребов (обидва — «Динамо» Тб). |  |
| Півзахисники: | Кахі Асатіані («Динамо» Тб), Едуард Малофєєв («Динамо» Мн), Володимир Мунтян, Йожеф Сабо, Федір Медвідь, Віктор Серебряников (всі — «Динамо» К), Геннадій Гусаров, Валерій Маслов (обидва — «Динамо» М), Олексій Єськов (СКА Р/Д).                                                                                       |  |
| Нападники:    | Анатолій Банішевський, Казбек Туаєв (обидва — «Нафтовик»), Борис Кох («Локомотив» М), Едуард Стрєльцов («Торпедо» М), Анатолій Бишовець («Динамо» К), Михайло Мустигін («Динамо» Мн), Геннадій Єврюжихін, Ігор Численко (обидва — «Динамо» М), Гіві Нодія («Динамо» Тб).                                                 |  |